# Хък Сийд
Хък Сийд (на английски: Huck Seed) е професионален покер играч от САЩ.
Победител на Световните серии по покер (World Series of Poker, WSOP) през 1996 г.
Известен е освен с уменията си на покер масата, също и с влечението си към всякакъв тип облози, някои от които се нареждат сред най-лудите басове за всички времена.
Сред най-популярните му облози се състои в това да престои потопен (с водолазен костюм) в Тихия океан за 24 часа. Залогът е $50 000 и е сключен между него и Фил Хелмют. След престой от около 3 часа във водата, Хък се отказва и губи баса, на който самият той е бил инициатор.
В друг интересен облог, при който е бил предизвикан от Хауърд Ледерер за сумата от $10 000, Хък е трябвало да направи салто от място или да се научи само за 2 дни. Този облог той печели с изпълнено перфектно салто благодарение на своя чичо, бивш акробат. Ледерер не подозирал, че Хък отдавна е усвоил това движение (чичо му го е връзвал с въже над плувен басейн, за да го учи на акробатични номера).
Това не е единственият „спортен“ бас между двамата. В друга популярна история Хък Сиийд подмята на Хаурд Ледерер, че ще го бие на 50 метра, подскачайки само на 1 крак. За луди глави като тях това е достатъчно, за да се извадят $5000 и да заподскачат. Облога този път печели Ледерер.